# Olbia de Provence
Pour les articles homonymes, voir Olbia (homonymie).
Olbia (en grec ancien Ὀλβία, « la bienheureuse », « la prospère », « la fortunée » ou « l'heureuse ») est une colonie grecque de Massalia, fondée vers 325 environ avant notre ère, dont le site se trouve en France, dans le Var, sur la commune de Hyères, au lieu-dit l'Almanarre. L'archéologue Michel Bats l'a surnommée « Olbia de Provence » pour la distinguer des autres cités antiques également appelées « Olbia ».

## Olbia dans les sources antiques
Olbia est mentionnée chez des auteurs anciens comme le géographe Strabon (IV, 1, 5) ou l'itinéraire du pseudo-Scymnos (v. 206-216), qui l'énumèrent parmi les colonies fondées par Massalia (Marseille) le long du littoral ligure. Le rôle d'Olbia, "colonie-forteresse", était vraisemblablement d'assurer escale, abri, protection militaire et accastillage aux navires de commerce massaliètes, dans leur route vers l'Italie et inversement.
À la colonie massaliète d'Olbia ligystide (ou « Olbia ligure ») succède à l'époque romaine une vīcīnĭa (« proximité ») nommée Pomponiana. En 43 Pomponius Mela, géographe romain, cite « Olbia entre Athenopolis et Tauroentum ». Au IIIe siècle, le consul romain Marcus Pomponius Maecius Probus aurait fait d'Olbia une base pour défendre le trafic maritime contre les pirates, mais le nom Pomponiana ne vient pas de lui car ce nom apparaît dès le IIe siècle dans l'itinéraire d'Antonin qui ne cite pas Olbia bien que ce nom a perduré, puisqu'au Ve siècle Étienne de Byzance cite « Olbia ligystide près du mont Olbianos » (peut-être l'actuel mont des Oiseaux). Quoi qu'il en soit, c'est l'archéologie seule qui permet de dater l'établissement de la colonie d'Olbia dans le dernier quart du IVe siècle avant notre ère, et le site est communément appelé « Olbia de Provence » à l'époque moderne.
L'établissement a été formellement identifié par la découverte, en 1909, d’un fragment de statue du Génie du castellum avec une inscription latine du IIIe siècle : Genio Viciniae/ Castellanae Ol/biensium L(ucius) Rupil(i)us / Iacchus d(ono) d(edit) cum suis : « Au Génie du quartier fortifié des Olbiens, Lucius Rupilius Iacchus a fait ce don avec les siens ».

## Histoire du site dans l'Antiquité
Au moment de la fondation, vers 325 avant notre ère, la population d'Olbia pourrait compter, d'après les calculs de Michel Bats, 720 habitants (femmes, esclaves et enfants compris). Les hommes paraissent avoir été des soldats-colons, mais aussi pêcheurs et agriculteurs. En 49 avant notre ère, la prise de Massalia par Jules César marque l'amorce de la romanisation de la région. Olbia est alors probablement détachée de Massalia. Le site fut ensuite habité jusqu'après la fin de l'empire romain et ne sera définitivement abandonné qu'au VIIe siècle de notre ère, sous le règne de Gontran Ier, roi des Francs, vraisemblablement en raison de la submersion du port et de l'augmentation de l'insécurité en bord de mer sous la dynastie mérovingienne. La population se réfugie alors sur les hauteurs.

## Plan et urbanisme
Le site d'Olbia est compris dans un carré régulier de 165 m de côté. Le plan de la cité, préétabli, permettait une répartition égalitaire entre les colons tout en répondant aux exigences militaires de la petite forteresse : un épais rempart, flanqué de tours aux angles et dans les parties médianes abritait quarante îlots d'habitation théoriques.
L'unique porte de la ville, située dans le prolongement du grand axe est/ouest, ouvrait à l'est sur le port, aujourd'hui en partie submergé, et en partie ensablé.
Les îlots d'habitation, de forme rectangulaire, mesuraient 11 m de large pour 34,50 m de long. Ils étaient séparés par des ruelles de 2,20 m de large. Chacun des îlots, au moment de la fondation, était constitué de trois lots égaux, occupant chacun une surface au sol de 120 m2 environ. Chacun de ces lots abritait une famille de colons.

## Sanctuaires et lieux publics
Le « grand sanctuaire de l'Ouest », visible en fond de perspective depuis l'entrée par la porte de la cité, était vraisemblablement consacré, d'après Strabon, à la déesse Artémis. Un sanctuaire d'Aphrodite, adossé au rempart nord, a également été mis au jour. D'autres inscriptions sur pierre ont également révélé la présence de divinités honorées à Olbia, un "Héros" anonyme et des "Déesses-mères", qui étaient symbole de la fécondité. Un phallus sculpté, retrouvé en remploi, ornait vraisemblablement la porte de la cité. 
Le site ne semble pas avoir comporté d'agora, mais la place du puits public, au centre de la cité, pourrait avoir fait office de lieu de réunion.

## Historique des fouilles menées à Olbia
Les vestiges d'Olbia sont connus depuis le XIXe siècle, et les premiers travaux de sondages et de relevés ont eu lieu sous le second Empire.
Les différents vestiges de la cité antique sont maintes fois protégés au titre des monuments historiques : inscription en 1926 (remparts), classements en 1947 (quartier Saint-Pierre-d'Almanarre) et 1951 (rempart grec, dans le quartier Saint-Pierre-d'Almanarre).
C'est à Jacques Coupry, professeur à l'Université de Bordeaux, que l'on doit les premières campagnes de fouilles archéologiques systématiques de 1947 à 1951 puis de 1956 à 1971. Celles-ci permettent notamment de connaître l'extension et les limites du site urbain d'Olbia, ainsi que son plan d'urbanisme général.
Les fouilles ont été poursuivies par Michel Bats de 1982 à 1989 puis reprises en 2002 à 2008, afin de mener l'étude systématique d'un îlot d'habitation (l'îlot VI), depuis l'époque médiévale jusqu'aux niveaux de fondation au début de l'époque hellénistique. De 2010 à 2013, des fouilles de sauvetage le long du bord de mer, toujours sous la direction de Michel Bats, ont permis de remettre au jour les vestiges d'un complexe thermal d'époque romaine et de préciser le tracé du rempart de la colonie. Ces campagnes de fouilles programmées ont donné lieu à la publication de deux monographies majeures sur l'histoire du site.
En 1988, Muriel Vecchione, ingénieure de recherche à l'AFAN, qui travaillait sur la période médiévale à Hyères, puis, de 1989 à 1992, Michel Pasqualini, ingénieur au SRA-PACA et Bertrand Mafart (médecin-anthropologue) ont dirigé la fouille du cimetière de l'Abbaye Saint-Pierre de l'Almanarre.
Depuis 2019, des campagnes de terrain sous la direction de Clément Sarrazanas (Université de Picardie Jules Verne) sont menées dans le sanctuaire de l'Ouest et dans l'Aphrodision, dans le cadre du PCR "Sanctuaires urbains et extra-urbains d'Olbia de Provence", dirigé par Réjane Roure (Université Paul Valéry de Montpellier). Le but est de reprendre l'étude des vestiges et de compléter les travaux de Jacques Coupry, dont les fouilles dans ces deux sanctuaires sont restées incomplètes et inédites depuis les années 1960.
En 2025, dans le cadre requalification de la route départementale 559, séparant le trait de côte de la cité d'Olbia, la création d'un parking sur la nécropole découverte en 1990 par Michel Bats et non fouillée jusqu'alors permet à l'INRAP une fouille préventive de six mois. Située à l'extérieure de l'enceinte d' Olbia, cette parcelle de 800 m2 à révélée la présence de 24 tombes dites « à crémation ».
Y a également été découvert, entre autres, un mur, certainement romain et postérieur à l'époque grecque, utilisant les matériaux déjà présent, en réemploi ; une pierre de pressoir, des fragments de sol en béton tuileau, semblent indiqué que des activités artisanales extérieures à la cité ont pu s'y développer.

## Diverses découvertes faites lors de différentes campagnes de fouilles
Cinq fragments de tuiles en calcaire de La Couronne ont été découverts[Quand ?] hors stratigraphie et hors contexte.
Un dépôt monétaire d'une centaine de monnaies datées du IIIe siècle av. notre ère, reliant le site à Massalia, avait été découvert lors de la campagne de fouilles du sanctuaire dédié à Aphrodite situé contre le rempart nord[Quand ?]. Celui-ci a disparu pendant un certain nombre d'années (vol ?) avant de réapparaître.

### Expositions
- " Des bulles et des blocs ", d'octobre au 5 novembre 2023 sur le site archéologique.

#### Bases de données et dictionnaires
- Ressource relative à l'architecture :   - Mérimée
- Notices d'autorité :   - VIAF